# Bryum delitescens
Bryum delitescens là một loài rêu trong họ Bryaceae. Loài này được Cardot mô tả khoa học đầu tiên năm 1905.